# Юрмати (село)
Юрмати́ (рос. Юрматы, башк. Юрматы) — село у складі Федоровського району Башкортостану, Росія. Адміністративний центр Пугачовської сільської ради.
Населення — 749 осіб (2010; 748 в 2002).
Національний склад:
- татари — 64%
- башкири — 30%